# ルイサ・テレサ・デ・ボルボン
ルイサ・テレサ・デ・ボルボン・イ・ボルボン＝ドス・シシリアス（スペイン語: Luisa Teresa de Borbón y Borbón-Dos Sicilias, 1824年6月11日 - 1900年12月27日）は、スペインの王族、スペイン王女（Infanta de España）。イサベル2世女王の従姉、義妹。

## 生涯

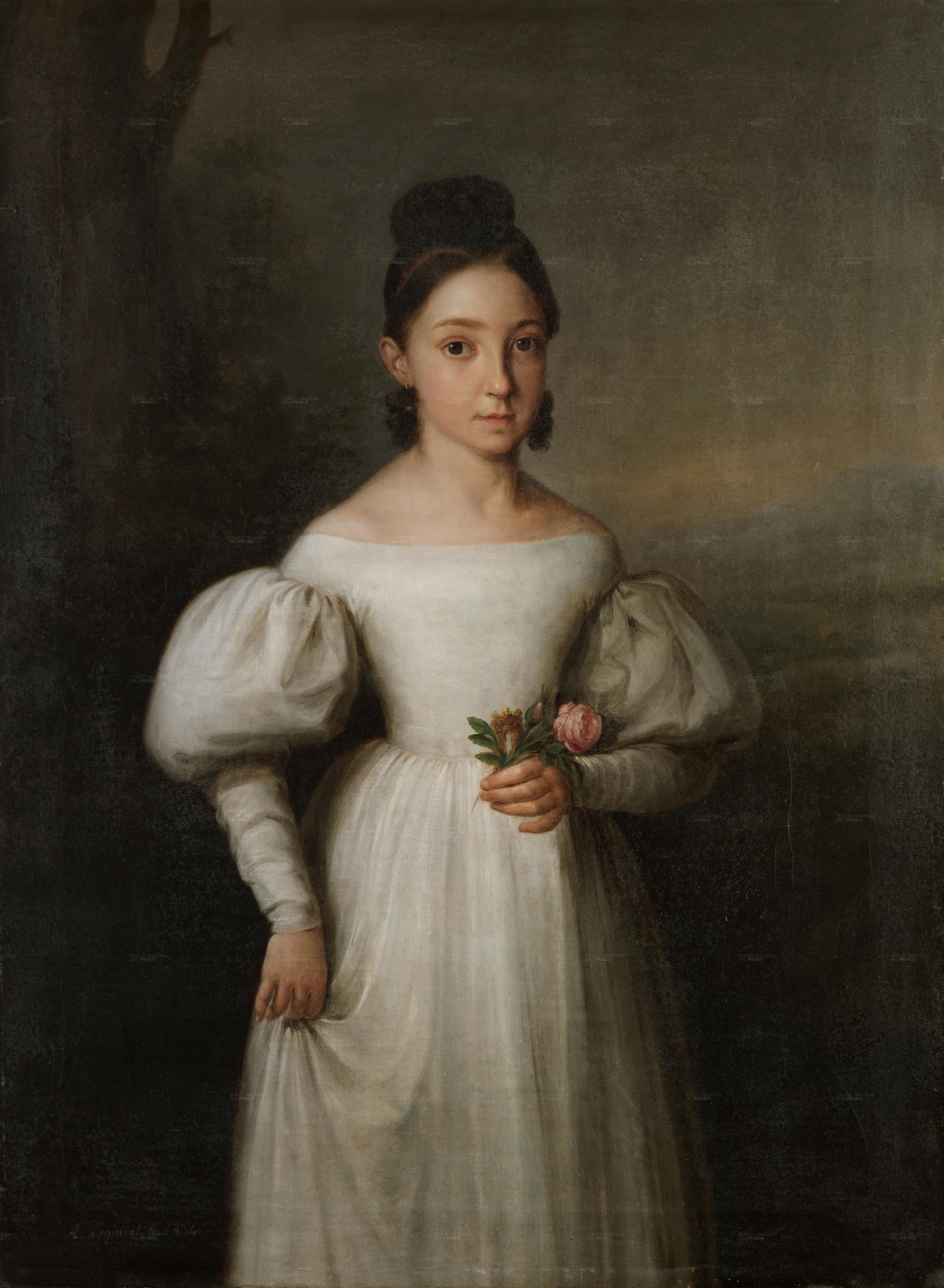
少女時代のルイサ・テレサ（エスキベル画、1834年）

1824年6月11日、スペイン王フェルナンド7世の末弟であるカディス公フランシスコ・デ・パウラと、その妃で両シチリア王フランチェスコ1世の娘であるルイサ・カルロッタの間の第5子、次女としてアランフエス宮殿で生まれた。全名はルイサ・テレサ・マリア・デル・カルメン・フランシスカ・デ・アシス（Luisa Teresa Maria del Carmen Francisca de Asis）。
1846年に兄のフランシスコ・デ・アシスが従妹の女王イサベル2世と結婚したため、女王の義妹となった。
1847年2月10日にマドリード王宮において、第16代セッサ公爵ホセ・マリア・オソリオ・デ・モスコーソ（José María Osorio de Moscoso y Carvajal, 1828年 - 1881年）と結婚した。
1900年12月27日、マドリードにて76歳で亡くなりエル・エスコリアル修道院に葬られた。

## 子女
夫セッサ公爵との間に2男1女の3人の子女をもうけた。
- フランシスコ・デ・アシス（1847–1924） - 第17代セッサ公爵
- ルイス・マリア（スペイン語版）（1849–1924） - 第16代アヤモンテ侯爵
- マリア・クリスティーナ・イサベル（1850–1904） - 第9代アトリスコ公爵、1865年に第6代ボーフルモン公爵ウジェーヌ・ド・ボーフルモン＝クルトネーと結婚